# Chemerina calidinaria
Chemerina calidinaria là một loài bướm đêm trong họ Geometridae.